# Alfons Urban
Alfons Urban (* 10. April 1937 in Regelsmais) ist ein deutscher Politiker der CSU.
Alfons Urban besuchte die Volksschule in Michelsneukirchen, die Maristen-Realschule in Furth bei Landshut und die Maristen-Oberrealschule in Mindelheim, wo er sein Abitur machte. Er studierte an der Universität München Mathematik und Physik und machte die Prüfung für das Lehramt an Mittelschulen. Nach dem Vorbereitungsdienst für das Lehramt an Mittelschulen in München und Marktoberdorf unterrichtete er an den Staatlichen Realschulen in Grafenau und Zwiesel, dort war er auch ständiger Vertreter des Schulleiters.
1972 wurde Urban Gemeinderat in der Gemeinde Sankt Oswald-Riedlhütte. 1978 wurde er stellvertretender Landrat im Landkreis Freyung-Grafenau, 1990 wurde er dort zum ersten Landrat gewählt. Dadurch musste er sein erst 1986 gewonnenes Landtagsmandat als direkt gewählter Abgeordneter im Stimmkreis Freyung-Grafenau niederlegen. Das Amt des Landrats hatte er bis 2002 inne.
Er ist verwitwet und Vater von drei Kindern.